# Pteroteinon concaenira
Pteroteinon concaenira is een vlinder uit de familie van de dikkopjes (Hesperiidae). De wetenschappelijke naam van de soort is voor het eerst geldig gepubliceerd in 1996 door Belcastro & Larsen.